# Titismo

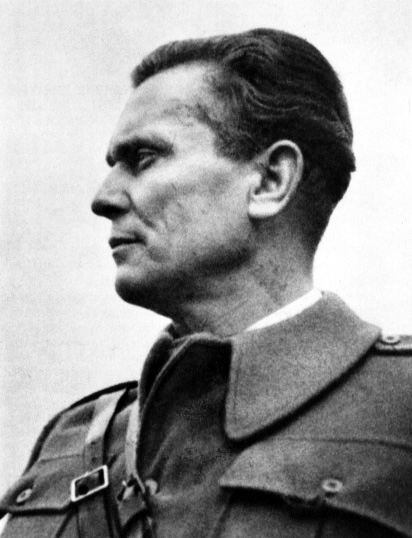
Josip Broz Tito

Titismo (o titoismo) è un termine in uso nella pubblicistica politica dal 1948, che indica un adattamento dell'ideologia comunista caratterizzato da un atteggiamento ideologico e politico di indipendenza dalle direttive del Cominform, e quindi dall'Unione Sovietica, assunto da Tito per dar vita ad una via jugoslava al socialismo.
Il termine "titismo" è usato per descrivere lo specifico sistema socialista costruito in Jugoslavia a seguito del suo rifiuto delle Risoluzioni del Cominform del 1948, quando il Partito Comunista di Jugoslavia rifiutò di prendere ulteriori ordini dall'Unione Sovietica.
Tale atteggiamento è stato tenuto anche da diversi uomini politici ungheresi, polacchi e soprattutto cecoslovacchi.

## Forma
Il titismo è caratterizzato da politiche e pratiche basate sul principio che i mezzi per raggiungere i fini ultimi del comunismo devono essere dettati dalle condizioni di ogni specifico paese, piuttosto che da uno schema disegnato in un'altra nazione. Durante l'era di Tito, ciò significava nello specifico che i fini del comunismo dovevano essere perseguiti indipendentemente dalle politiche dell'Unione Sovietica, e spesso in opposizione a esse.
Il termine aveva originariamente una connotazione peggiorativa, ed era considerato da Mosca un'eresia dell'ortodossia marxista-leninista durante il periodo di tensione tra Unione Sovietica e Jugoslavia, tra 1948 e 1955.
A differenza del resto dell'Europa orientale, che cadde sotto l'influenza di Stalin a seguito della seconda guerra mondiale, la Jugoslavia poté rimanere indipendente da Mosca. Ciò grazie alla forte leadership del Maresciallo Tito e alla liberazione del paese da parte dei partigiani, con un aiuto solo limitato da parte dell'Armata Rossa.
La Jugoslavia divenne l'unico paese dei Balcani a resistere alla pressione di Mosca a unirsi al Patto di Varsavia, e rimase "socialista, ma indipendente" fino al collasso del comunismo sovietico.
La Jugoslavia non entrò mai a far parte del Comecon, e Tito continuò a rifiutare molti aspetti dello stalinismo.
L'URSS e i suoi stati satellite accusarono a più riprese la Jugoslavia di trotzkismo e fascismo, accuse debolmente basate sull'ideologia jugoslava dell'autogestione (samoupravljanje) e le teorie del lavoro associato (condivisione dei profitti e industrie in possesso dei lavoratori, politiche messe in atto da Tito, Milovan Đilas e Edvard Kardelj dal 1950). In ciò i sovietici vedevano i semi del corporativismo.
Gli attacchi di propaganda basati sulla caricatura di "Tito il macellaio della classe operaia" intendevano definirlo un agente segreto dell'imperialismo occidentale. Tito era in effetti benvenuto dalle potenze occidentali come alleato, ma non perse mai le sue credenziali comuniste. Il periodo venne, comunque, marcato dalla severa repressione degli oppositori, persone che avevano espresso ammirazione per l'Unione Sovietica. Molti dissidenti vennero inviati al campo di lavoro di Goli Otok.

## Antefatti
Inizialmente come favorito di Stalin, Tito condusse la resistenza comunista all'occupazione nazi-fascista italo-tedesca durante la guerra, quindi si incontrò più volte con la leadership sovietica per negoziare il futuro della Jugoslavia dopo la guerra. Col tempo questi negoziati divennero sempre meno cordiali, poiché Tito non aveva l'intenzione né di consegnare i poteri esecutivi né di accettare un intervento straniero o un'influenza (posizione che Tito mantenne più avanti nel Movimento dei non allineati).
Tito fece infuriare Stalin dichiarandosi d'accordo coi progetti del leader bulgaro Georgi Dimitrov, che intendeva fondere i due paesi in una Repubblica Federativa Balcanica, in accordo con i progetti della Federazione Socialista Balcanica. Ciò portò all'accordo di cooperazione del 1947, firmato a Bled.
Georgi Dimitrov premeva affinché anche la Romania aderisse ad una tale federazione, esprimendo il suo pensiero in una visita a Bucarest all'inizio del 1948. L'accordo di Bled, o trattato Tito-Dimitrov, venne firmato il 1º agosto 1947 a Bled, in Slovenia. Esso prevedeva anche l'unificazione della Macedonia Vardar e della Macedonia Pirin, e il ritorno dei territori occidentali alla Bulgaria. I risultati dell'accordo furono rovesciati dalla rottura tra Tito e Stalin nel giugno 1948, quando la Bulgaria, subordinandosi agli interessi sovietici, prese posizione contro la Jugoslavia.
Le politiche dei blocchi regionali erano state la norma all'interno del Comintern, mostrando l'acrimonia sovietica verso gli stati-nazione e l'ordine di Versailles in Europa Orientale. Con la dissoluzione del Comintern e l'avvento del Cominform Stalin respinse l'ideologia precedente.

## Risultati e influenza
L'URSS rivide le proprie attitudini sotto Nikita Chruščёv, durante il processo di destalinizzazione, e cercò di normalizzare le proprie relazioni con la Jugoslavia. Pur ottenendo influenza nel Movimento dei Non-Allineati, l'URSS non ottenne mai risposte entusiastiche, e non guadagnò mai un vero sbocco sul Mediterraneo. Allo stesso tempo, tuttavia, i Non Allineati fallirono nel cercare di formare un terzo Blocco, specialmente dopo la rottura a seguito della crisi petrolifera del 1973.
L'atteggiamento conservatore di Leonid Il'ič Brežnev inacidì nuovamente le relazioni tra i due paesi, malgrado queste non degenerassero mai fino ai livelli avuti con Stalin. La Jugoslavia supportò il leader cecoslovacco Alexander Dubček durante la Primavera di Praga del 1968, e quindi coltivò una speciale, per quanto incidentale, relazione con il presidente rumeno Nicolae Ceaușescu. Tito riprese la visione di Dubček di un Socialismo dal volto umano, mentre Ceaușescu attrasse simpatie per il suo rifiuto di giustificare e prendere parte all'invasione sovietica della Cecoslovacchia, che sembrò brevemente costituire un casus belli tra Romania e Unione Sovietica. Comunque, Ceaușescu era un improbabile membro per un'alleanza, in quanto egli approfittò degli eventi per rendere operativa la sua agenda autoritaria all'interno della Romania. Dopo che la Cecoslovacchia fu fatta obbedire alle politiche di Breznev, Romania e Jugoslavia mantennero relazioni privilegiate fino alla metà degli anni ottanta. Ceaușescu adattò quella parte del titismo che faceva riferimento alle "condizioni di un particolare paese", fondendola con il nazionalismo rumeno e contrastando il credo Juche della Corea del Nord, e pure inoltrandosi in una particolare forma di Rivoluzione culturale. La sintesi si avvicinava ai paralleli risultati del regime di Enver Hoxha in Albania, e portò a Ceaușescu il forte e forse non ricercato sostegno dei teorici del Nazionalbolscevismo, quali il belga Jean Thiriart.
La stessa ideologia di Tito divenne meno chiara con la pressione dei vari nazionalismi all'interno della Jugoslavia e con i problemi posti dalla Primavera croata del 1970. Comunque, la sua visione economica rimase ferma, grazie agli alti standard di vita nel paese - lentamente, la Jugoslavia divenne virtualmente un libero mercato, nettamente separato dagli altri regimi socialisti dell'Europa orientale, e marcato da un'attitudine permissiva verso il lavoro stagionale di cittadini jugoslavi in Europa occidentale. Allo stesso tempo, la leadership mise fine ai tentativi apertamente capitalistici, come l'esperimento di privatizzazione di Stjepan Mesić a Orahovica, e represse il dissenso di liberi pensatori come Milovan Đilas. La repressione si estese anche ai tentativi centrifughi, promuovendo un nazionalismo jugoslavo.
Per quanto ancora richiamato come dogma ufficiale, praticamente tutti gli aspetti del titismo declinarono rapidamente dopo la morte di Tito nel 1980, venendo rimpiazzati dalle opposte politiche delle repubbliche costitutive. Verso la fine degli anni ottanta, mentre crescevano i nazionalismi, un titismo revisionato venne preso a riferimento da movimenti politici rimasti in svantaggio, come i forum civici della Bosnia ed Erzegovina e della Repubblica di Macedonia. Il titismo è ancora oggi una delle maggiori tematiche della Jugo-nostalgia.
La variante socialista dell'autogestione dei lavoratori venne anche adottata negli anni settanta dal Partito Carlista spagnolo, fondato da Carlo Ugo di Borbone-Parma, un pretendente al trono spagnolo. Tuttavia esso non attrasse molti sostenitori durante la transizione spagnola, e molti carlisti ritornarono alle tradizionali tendenze di destra del partito.